# واحدة بواحدة (نظرية)

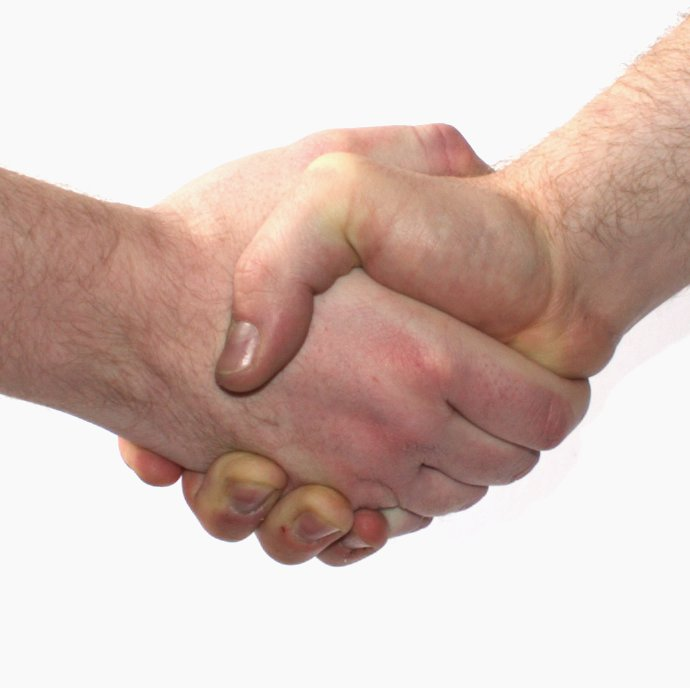
تُشير المصافحة عند مقابلة شخص ما إلى وجود اتفاق بين الطرفين.

واحدة بواحدة (بالإنجليزية: Tit for tat)‏ عبارة عن كلمة إنجليزية تعني «المعاملة بالمثل». استخدمت لأول مرة سنة 1558.
تعتبر استراتيجية فعالة في نظرية الألعاب.

## تاريخ
تم استخدام عبارة Tit for tat كاستراتيجية لمعضلة السجينين. تم تقديم الاستراتيجية لأول مرة من قبل أناتول رابوبورت.